# Waldbahn Lillafüred
| Hybridlokomotive bei Lillafüred (2013) |                                              |                                      |                                      |
| |                                              |                                      |                                      |
| Kursbuchstrecke (MÁV): | 330 (Miskolc–Garadna) 331 (Papírgyár–Mahóca) |                                      |                                      |
| Streckenlänge: | 25 km                                        |                                      |                                      |
| Spurweite: | 760 mm (Bosnische Spur)                      |                                      |                                      |
| Streckengeschwindigkeit: | 20/15 km/h                                   |                                      |                                      |
| |                                              |                                      |                                      |
| \| \| \| Miskolc Győri kapu \| \| \| \| \| Ságvári \| \| \| \| \| Lyukó-patak \| \| \| \| \| Újdiósgyőr Vasgyár \| \| \| \| \| Pereces kitérő \| \| \| \| \| Pereces-patak \| \| \| \| \| von Miskolc-Rendező (1435 mm) \| \| \| \| \| Ládi-Rakodó \| \| \| \| \| nach Vásárhelyi rakodó (760 mm) \| \| \| \| \| Straßenbahn Miskolc \| \| \| \| 0 \| Miskolc-Dorottya utca \| Miskolc-Dorottya utca \| \| \| \| \| \| \| \| 1 \| Diósgyőr (ehem. Bf) \| Diósgyőr (ehem. Bf) \| \| \| 2 \| Mártabánya \| Mártabánya \| \| \| \| Diósgyőr-Majláth \| \| \| \| 3 \| Majláth \| Majláth \| \| \| \| Szinva \| \| \| \| 40 \| Papírgyár (Hp und Abzw) \| Papírgyár (Hp und Abzw) \| \| \| \| \| \| \| \| \| Injekciós üzem \| \| \| \| \| Szinva \| \| \| \| 1 \| Chinoin \| Chinoin \| \| \| 2 \| Csanyik-Erdei iskola \| Csanyik-Erdei iskola \| \| \| 7 \| Ortástető \| Ortástető \| \| \| 10 \| Andókút \| Andókút \| \| \| 12 \| Mahóca \| Mahóca \| \| \| \| Taksalápa \| \| \| \| \| Tizesbérc \| \| \| \| \| Farkasgödör-Örvénykő \| \| \| \| \| „Mélyvölgyi“-Brücke \| \| \| \| 7 \| Puskaporos \| Puskaporos \| \| \| \| Tunnel (112 m) \| \| \| \| \| Wendedreieck, nach Kerekhegyi rakodó \| \| \| \| \| Szinva \| \| \| \| 8 \| Lillafüred \| Lillafüred \| \| \| \| Tunnel (118 m) \| \| \| \| \| „Görbe“-Brücke \| \| \| \| 11 \| Fazola-kohó \| Fazola-kohó \| \| \| 13 \| Közép-Garadna \| Közép-Garadna \| \| \| \| Garadnai Lader \| \| \| \| 14 \| Garadna \| Garadna \| \| \| \| \| \| \| Quellen: [1][2][3] \| \| \| \| |                                              |                                      |                                      |
| Kopfbahnhof Streckenanfang (Strecke außer Betrieb) |                                              | Miskolc Győri kapu                   | Miskolc Győri kapu                   |
| Haltepunkt / Haltestelle (Strecke außer Betrieb) |                                              | Ságvári                              | Ságvári                              |
| Brücke über Wasserlauf (Strecke außer Betrieb) |                                              | Lyukó-patak                          | Lyukó-patak                          |
| Haltepunkt / Haltestelle (Strecke außer Betrieb) |                                              | Újdiósgyőr Vasgyár                   | Újdiósgyőr Vasgyár                   |
| Haltepunkt / Haltestelle (Strecke außer Betrieb) |                                              | Pereces kitérő                       | Pereces kitérő                       |
| Brücke über Wasserlauf (Strecke außer Betrieb) |                                              | Pereces-patak                        | Pereces-patak                        |
| Strecke (außer Betrieb) · Strecke von links |                                              | von Miskolc-Rendező (1435 mm)        | von Miskolc-Rendező (1435 mm)        |
| Strecke (außer Betrieb) · Betriebs-/Güterbahnhof Strecke ab hier außer Betrieb |                                              | Ládi-Rakodó                          | Ládi-Rakodó                          |
| Strecke (außer Betrieb) · Abzweig geradeaus und nach links (Strecke außer Betrieb) |                                              | nach Vásárhelyi rakodó (760 mm)      | nach Vásárhelyi rakodó (760 mm)      |
| Strecke (außer Betrieb) · Kreuzung mit U-Bahn (Strecke geradeaus außer Betrieb) |                                              | Straßenbahn Miskolc                  | Straßenbahn Miskolc                  |
| Strecke (außer Betrieb) · Kopfbahnhof Strecke bis hier außer Betrieb | 0                                            | Miskolc-Dorottya utca                | Miskolc-Dorottya utca                |
| Abzweig ehemals geradeaus, ehemals nach links und von links · Strecke nach rechts |                                              |                                      |                                      |
| Haltepunkt / Haltestelle | 1                                            | Diósgyőr (ehem. Bf)                  | Diósgyőr (ehem. Bf)                  |
| ehemaliger Haltepunkt / Haltestelle | 2                                            | Mártabánya                           | Mártabánya                           |
| Dienststation / Betriebs- oder Güterbahnhof |                                              | Diósgyőr-Majláth                     | Diósgyőr-Majláth                     |
| Haltepunkt / Haltestelle | 3                                            | Majláth                              | Majláth                              |
| Brücke über Wasserlauf |                                              | Szinva                               | Szinva                               |
| Haltepunkt / Haltestelle | 40                                           | Papírgyár (Hp und Abzw)              | Papírgyár (Hp und Abzw)              |
| Strecke von links · Abzweig geradeaus und nach rechts |                                              |                                      |                                      |
| ehemalige Blockstelle · Strecke |                                              | Injekciós üzem                       | Injekciós üzem                       |
| Brücke über Wasserlauf · Strecke |                                              | Szinva                               | Szinva                               |
| Haltepunkt / Haltestelle · Strecke | 1                                            | Chinoin                              | Chinoin                              |
| Bahnhof · Strecke | 2                                            | Csanyik-Erdei iskola                 | Csanyik-Erdei iskola                 |
| Bahnhof · Strecke | 7                                            | Ortástető                            | Ortástető                            |
| Haltepunkt / Haltestelle · Strecke | 10                                           | Andókút                              | Andókút                              |
| Kopfbahnhof Strecke ab hier außer Betrieb · Strecke | 12                                           | Mahóca                               | Mahóca                               |
| Bahnhof (Strecke außer Betrieb) · Strecke |                                              | Taksalápa                            | Taksalápa                            |
| Haltepunkt / Haltestelle (Strecke außer Betrieb) · Strecke |                                              | Tizesbérc                            | Tizesbérc                            |
| Kopfbahnhof Streckenende (Strecke außer Betrieb) · Strecke |                                              | Farkasgödör-Örvénykő                 | Farkasgödör-Örvénykő                 |
| Brücke |                                              | „Mélyvölgyi“-Brücke                  | „Mélyvölgyi“-Brücke                  |
| Bahnhof | 7                                            | Puskaporos                           | Puskaporos                           |
| Tunnel |                                              | Tunnel (112 m)                       | Tunnel (112 m)                       |
| Abzweig geradeaus, nach links und von links |                                              | Wendedreieck, nach Kerekhegyi rakodó | Wendedreieck, nach Kerekhegyi rakodó |
| Brücke über Wasserlauf |                                              | Szinva                               | Szinva                               |
| Bahnhof | 8                                            | Lillafüred                           | Lillafüred                           |
| Tunnel |                                              | Tunnel (118 m)                       | Tunnel (118 m)                       |
| Brücke |                                              | „Görbe“-Brücke                       | „Görbe“-Brücke                       |
| Haltepunkt / Haltestelle | 11                                           | Fazola-kohó                          | Fazola-kohó                          |
| Haltepunkt / Haltestelle | 13                                           | Közép-Garadna                        | Közép-Garadna                        |
| ehemalige Blockstelle |                                              | Garadnai Lader                       | Garadnai Lader                       |
| Kopfbahnhof Streckenende | 14                                           | Garadna                              | Garadna                              |
| |                                              |                                      |                                      |
| Quellen: |                                              |                                      |                                      |

Die Waldbahn Lillafüred, ungarisch Lillafüredi Állami Erdei Vasút (LÁEV), ist eine Schmalspurbahn bei Miskolc in Ungarn. Die Gleise sind in bosnischer Spurweite von 760 mm verlegt. Sie wurde ursprünglich zum Holz- und Kohletransport als Waldbahn gebaut, Personenverkehr gibt es seit 1924. Heute wird sie von der Forstwirtschaftsgesellschaft Északerdő Zrt. betrieben und dient nur touristischen Zwecken; nach der Kindereisenbahn Budapest ist sie die zweitmeistfrequentierte Schmalspurbahn in Ungarn.

## Strecken

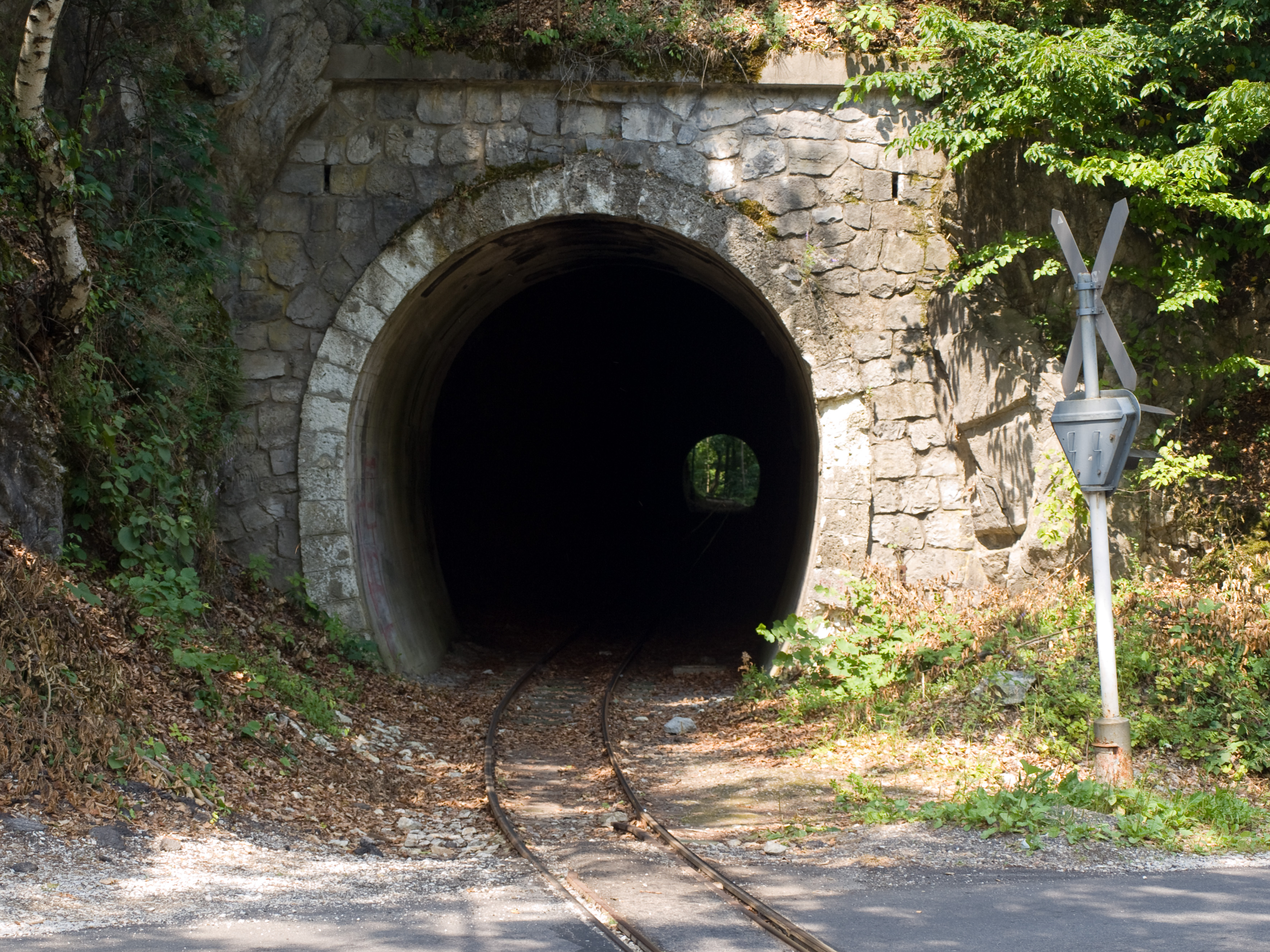
Einer der beiden Tunnel bei Lillafüred (2011)

Die LÁEV verfügt heute über zwei Bahnstrecken, davon wird aber nur eine regelmäßig befahren.
- Die Hauptstrecke (Nummer: 330) beginnt in einer Wohnsiedlung in der Dorottya utca im Westen von Miskolc, dem Sitz des Komitats Borsod-Abaúj-Zemplén. Von dort aus führt die Strecke drei Kilometer lang durch den Stadtteil Diósgyőr, danach erreicht sie den Wald, durch den sie zum Ferienort Lillafüred und weiter entlang des Garadna-Bachs zum gleichnamigen Bahnhof Garadna am westlichen Streckenende verläuft. Die Strecke besitzt zwei Tunnel mit einer Länge von 112 und 118 Metern, mehrere Brücken und führt am Hámori-See sowie dem über 200 Jahre alten Hochofen von Újmassa vorbei.
- Die Zweigstrecke (Nummer: 331) hat ihren Ausgangspunkt an der Station Papírgyár (Papierfabrik) und endet in Mahóca. Auf der derzeit 10,6 Kilometer langen Strecke gibt es keinen regelmäßigen Bahnverkehr, sie wird nur von Sonderzügen befahren.

Der Betriebsbahnhof der Bahn ist Diósgyőr-Majláth.
| Miskolc–Lillafüred–Garadna (330) | Miskolc–Lillafüred–Garadna (330) | Miskolc–Lillafüred–Garadna (330)    | Miskolc–Lillafüred–Garadna (330) | Miskolc–Lillafüred–Garadna (330) | Miskolc–Lillafüred–Garadna (330) |
| Fahrzeit (min)                   | Station                          | Anschlussmöglichkeit                |                                  |                                  |                                  |
| -------------------------------- | -------------------------------- | ----------------------------------- | -------------------------------- | -------------------------------- | -------------------------------- |
| 0                                | Miskolc-Dorottya utca            | Straßenbahn: 1 Bus: 1, 54           |                                  |                                  |                                  |
| 4                                | Diósgyőr (Bedarfshalt)           |                                     |                                  |                                  |                                  |
| 8                                | Majláth (Bedarfshalt)            | Straßenbahn: 1 Bus: 1, 5, 15 und 69 |                                  |                                  |                                  |
| 15                               | Papírgyár (Bedarfshalt)          |                                     |                                  |                                  |                                  |
| 30                               | Puskaporos                       |                                     |                                  |                                  |                                  |
| 35                               | Lillafüred                       | Bus: 5, 15                          |                                  |                                  |                                  |
| 45                               | Fazola-kohó (Bedarfshalt)        | Bus: 15                             |                                  |                                  |                                  |
| 66                               | Közép-Garadna (Bedarfshalt)      |                                     |                                  |                                  |                                  |
| 70                               | Garadna                          | Bus: 15                             |                                  |                                  |                                  |
| Papírgyár–Mahóca (331)           |                                  |                                     |                                  |                                  |                                  |
| 0                                | Papírgyár                        |                                     |                                  |                                  |                                  |
| 7                                | Chinoin                          | Bus: 5, 15                          |                                  |                                  |                                  |
| 10                               | Csanyik-Erdei iskola             |                                     |                                  |                                  |                                  |
| 34                               | Ortástető                        |                                     |                                  |                                  |                                  |
| 46                               | Andókút                          |                                     |                                  |                                  |                                  |
| 55                               | Mahóca                           |                                     |                                  |                                  |                                  |

## Geschichte

### Vorgeschichte und Bau

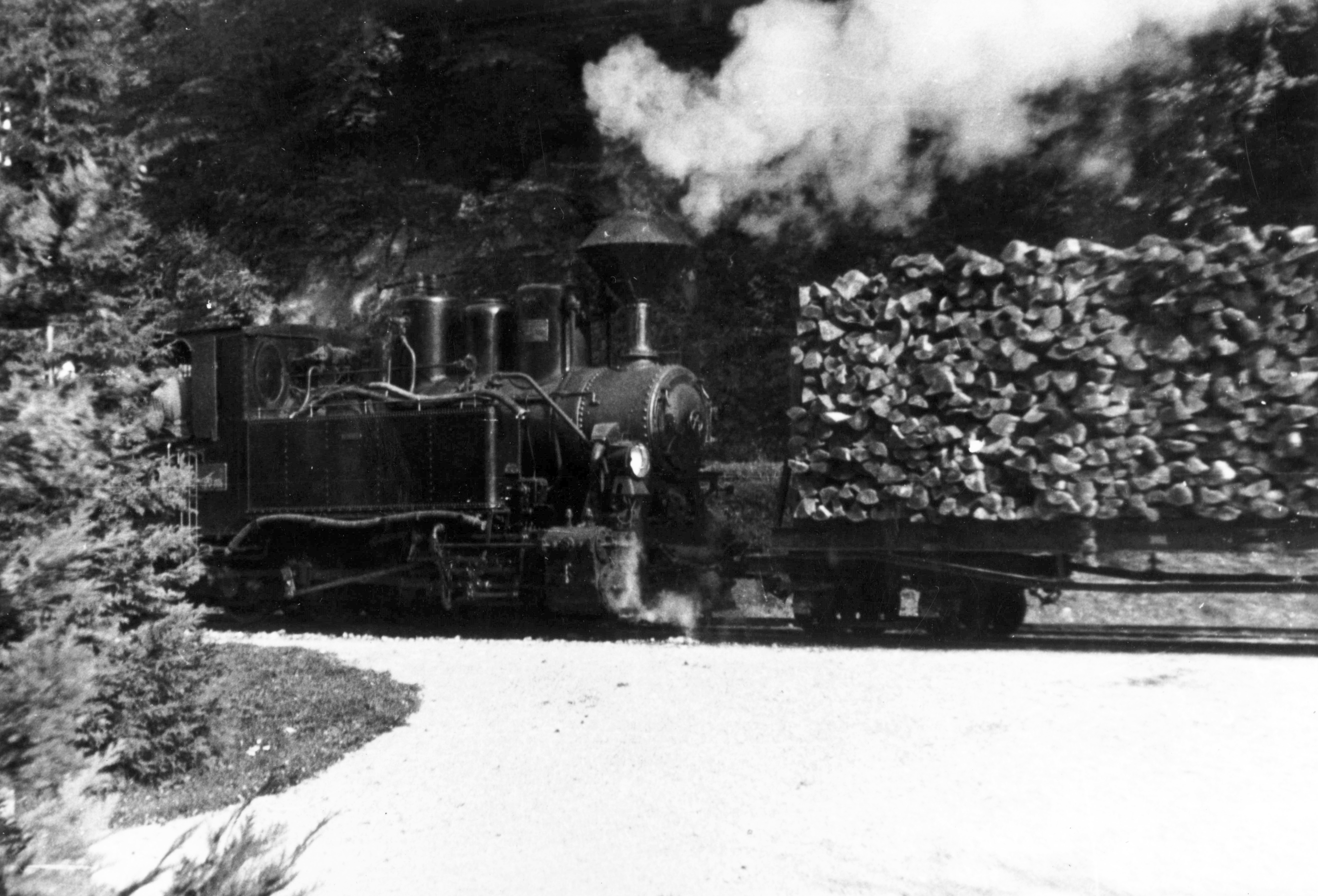
Die Bahn wurde anfangs für den Güterverkehr gebaut

Die Geschichte der Schmalspurbahn begann nach dem Ersten Weltkrieg. Nachdem Ungarn mit dem Vertrag von Trianon 1920 seine großen Gebirge verloren hatte, war es notwendig, möglichst viel Holz aus dem Bükk zu gewinnen. Schon 1919 fiel die Entscheidung, dass im Tal von Szinva eine neue Eisenbahn errichtet werden soll; die erste, 17,7 Kilometer lange Strecke war von Miskolc-Fáskert über Lillafüred bis Garadna vorgesehen.
Ein großes Hindernis stellte dabei das Tal Mély-völgy dar, welches schließlich durch eine von Ferenc Modrovich geplante Brücke überwunden werden konnte. Diese ist bis heute mit einer Höhe von 25 Metern und einer Länge von 64 Metern die größte Schmalspurbahnbrücke Ungarns. Im Februar 1920 begannen die Bauarbeiten für die Eisenbahn. Der erste Streckenabschnitt wurde binnen eines Jahres fertiggestellt, der Fahrbetrieb konnte schon im November 1920 aufgenommen werden. Die Eisenbahn hieß zur Eröffnung noch Szinvavölgyi Erdei Vasút und beförderte ausschließlich Dolomit, Kohle und Holz.

### Bau der Zweigstrecken
Nach der Fertigstellung der Hauptstrecke wurden noch weitere Bahnlinien ausgebaut.
- Die  vier Kilometer lange Linie nach Ládi wurde 1921 errichtet und führte von der heutigen Endstation Dorottya utca zum Holzlager Ládi, wobei die Gleise der Straßenbahn gequert wurden. Diese Strecke stellte auch die einzige Verbindung zwischen Schmalspur- und Normalspurbahn dar. Von Ládi wurde im selben Jahr noch eine weitere 4,4 Kilometer lange Bahnstrecke bis zur Ladestelle Vásárhelyi rakodó gebaut.
- Zwischen 1920 und 1922 wurde das Netz um elf Kilometer mit einer Zweigstrecke von der Papierfabrik nach Mahóca erweitert.
- Von Lillafüred aus wurde zwischen 1921 und 1922 eine Zweigstrecke bis zur zwei Kilometer entfernten Ladestelle Kerekhegyi rakodó angelegt, welche in Lillafüred an das heute noch vorhandene Gleisdreieck anschloss.

### Einführung des Personenverkehrs

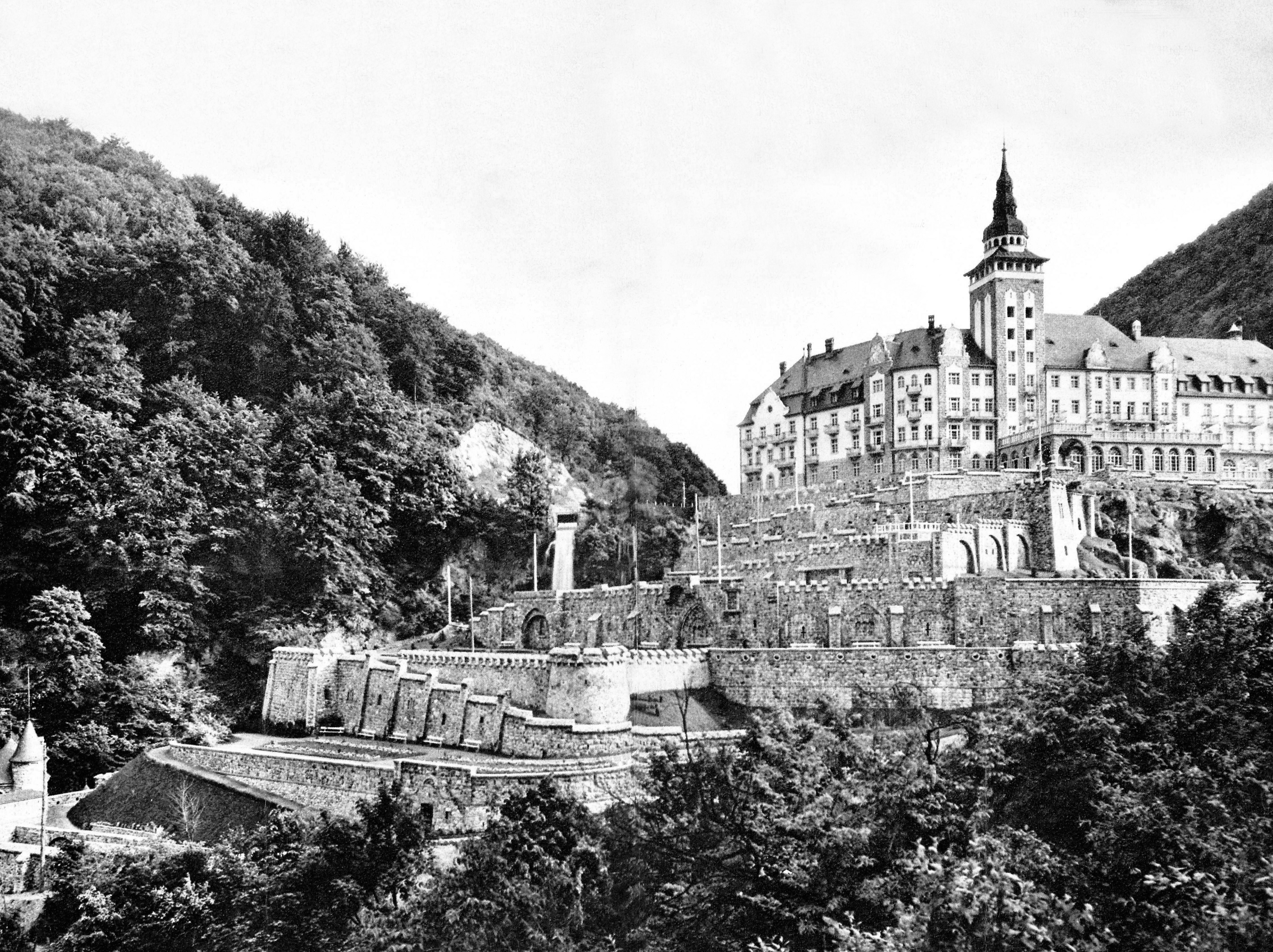
Das Palasthotel im Jahr 1930

Das Bahnnetz war zwar ursprünglich nur für Güterverkehr vorgesehen, der öffentliche Personenverkehr begann aber im Verhältnis zu den anderen Schmalspurbahnbetrieben in Ungarn sehr früh. Schon 1924 wurde die schriftliche Genehmigung für den Fahrgastbetrieb erteilt. Die Waldeisenbahn von Miskolc war zu dieser Zeit vom Tourismus jedoch weit entfernt, die wenigen Passagiere wurden in mit Sitzplätzen ausgestatteten Güterwagen transportiert. Um günstigere Bedingungen für den Tourismus zu schaffen, wurde die Strecke 1927 innerhalb von Miskolc zum zentralen Platz Szent Anna tér verlängert. Außerdem wurden 1928 die ersten vier Personenwagen beschafft, welche bis heute im Einsatz sind.

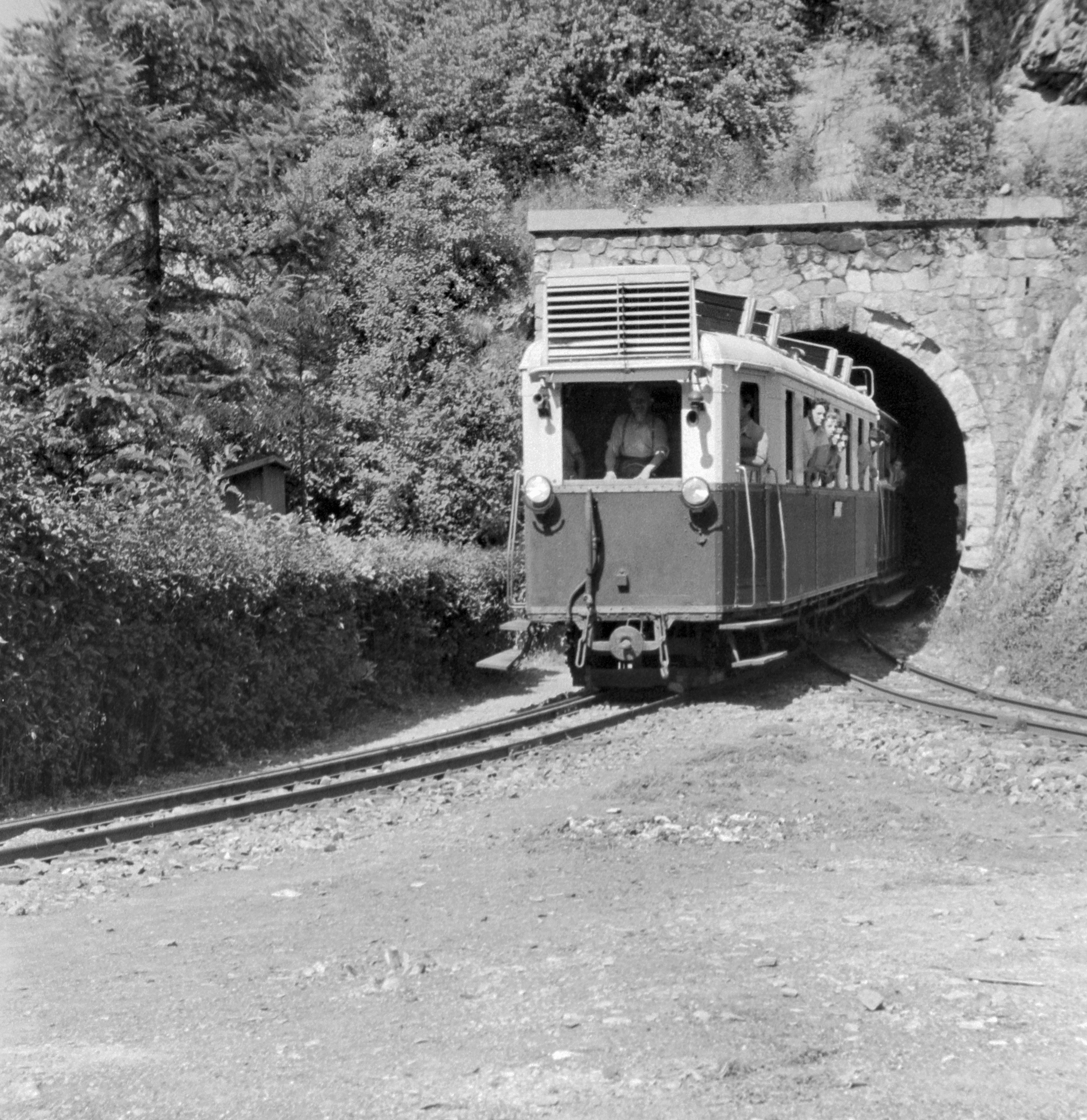
Einer der zwei Ganz-Triebwagen in Lillafüred

Erst die Eröffnung des Palasthotels im Jahr 1929 gab dem Tourismus einen wesentlichen Aufschwung. Nachdem das neue Hotel immer mehr Touristen anlockte und dem Tal von Szinva und der Siedlung Lillafüred einen Bekanntheitsgrad verschaffte, konnte die Bahn steigende Fahrgastzahlen verzeichnen. Schon im Sommer 1929 wurden die zwei zur Eröffnung des Hotels von der ungarischen Firma Ganz hergestellten Dieseltriebwagen in Betrieb genommen, die eine zu ihrer Zeit hohe technische Ausstattung besaßen. Der Name der Bahn wurde nach der Inbetriebnahme der Ganz-Triebwagen von Szinvavölgyi Erdei Vasút auf den besser klingenden Namen Lillafüredi Állami Erdei Vasút („Lillafüreder Staatliche Waldbahn“, abgekürzt: LÁEV) geändert. Nach dem Erfolg der Hauptstrecke begann 1933 auch der Personenverkehr auf der Zweigstrecke nach Mahóca. In den 1930er Jahren wurde die Bahn jährlich von 300.000 Fahrgästen in Anspruch genommen, parallel dazu wurden im Durchschnitt täglich 82 beladene Güterwagen abtransportiert.

### Zwischen 1930 und 1970

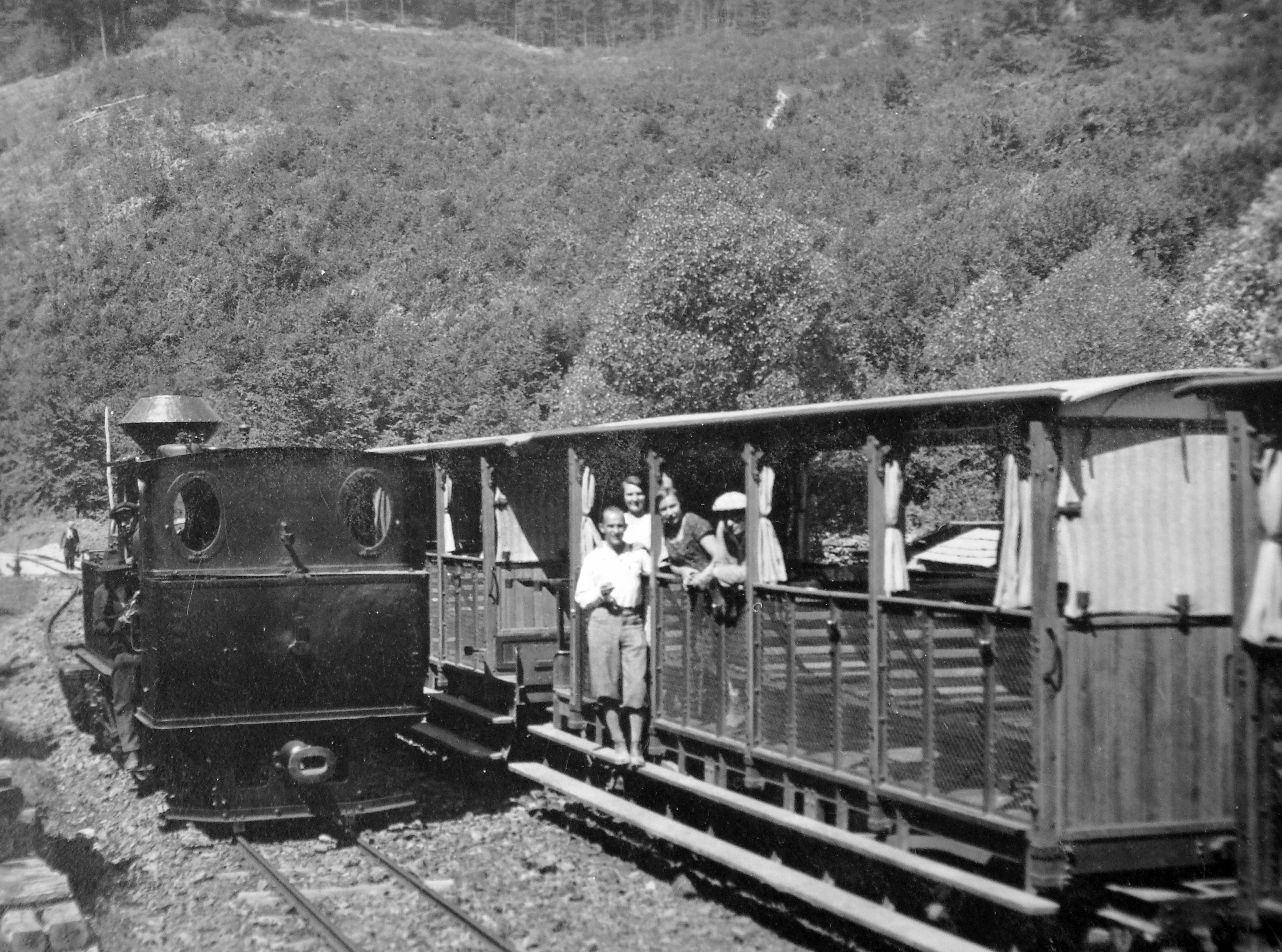
Dampflok im Jahr 1932

Die zum Váráshelyi rakodó führende Zweigstrecke wurde 1934 wegen eines Unfalls stillgelegt, aber später erfolgten an anderen Orten Erweiterungen. Die Zweigstrecke nach Mahóca wurde bis 1940 nach Taksalápa ausgebaut.
Zum Zweiten Weltkrieg konnte nur die LÁEV die Großstadt Miskolc mit Holz versorgen. Der Betrieb musste im Zweiten Weltkrieg 1944 wegen großen Schäden eingestellt werden, die jedoch bis zum Folgejahr beseitigt werden konnten. Die schon bis Taksalápa ausgebaute Bahnstrecke wurde über Tízesbérc nach Farkasgödör-Örvénykő verlängert, womit sie eine Länge von 17 Kilometern erreichte.
Die von Ganz hergestellten Dieseltriebwagen wurden 1948 und 1949 zur Pioniereisenbahn Budapest gebracht, sie kamen erst 1951 und 1963 zurück. Die ersten Diesellokomotiven wurden 1954 in Betrieb genommen – dabei handelte es sich um den Typ C–50 –, denen einige Jahre später die größeren Mk48 folgten. Die letzte Dampflokomotive wurde 1972 aus dem Regelbetrieb genommen.

### Übergang vom Güter- zum Tourismusverkehr

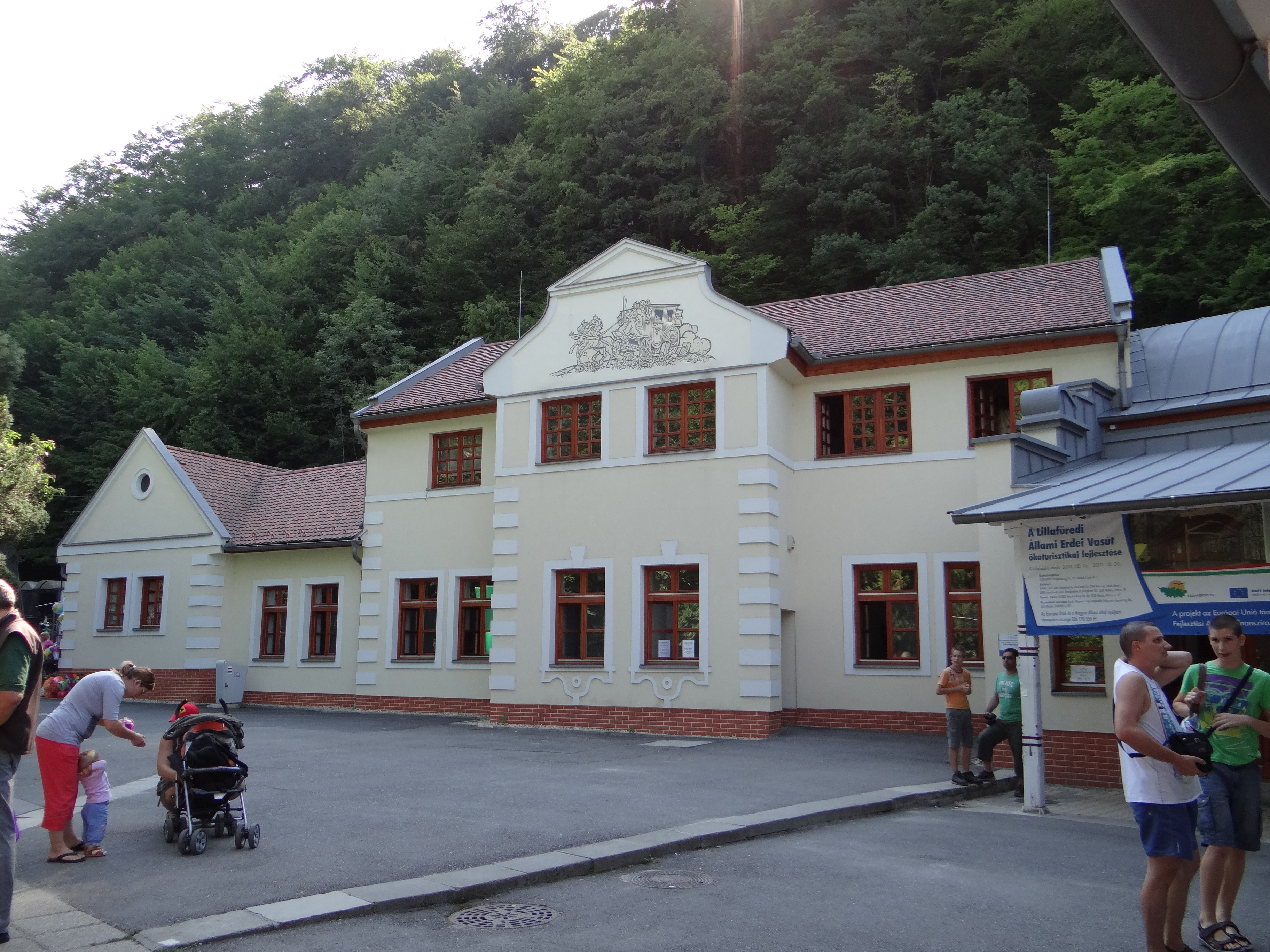
Das renovierte Empfangsgebäude in Lillafüred (2013)

Mit der zunehmenden Motorisierung konnte das Holz per Lastkraftwagen abtransportiert werden, die Bahn verlor an Bedeutung. Mit Ausnahme der Hauptstrecke und der Zweigstrecke nach Mahóca wurde der Betrieb auf allen anderen Linien eingestellt und diese einige Jahre später abgebaut. Die Siedlung Lillafüred und das Palasthotel behielten ihre touristische Bedeutung jedoch, weshalb weiterhin ein touristischer Verkehr angeboten werden kann.

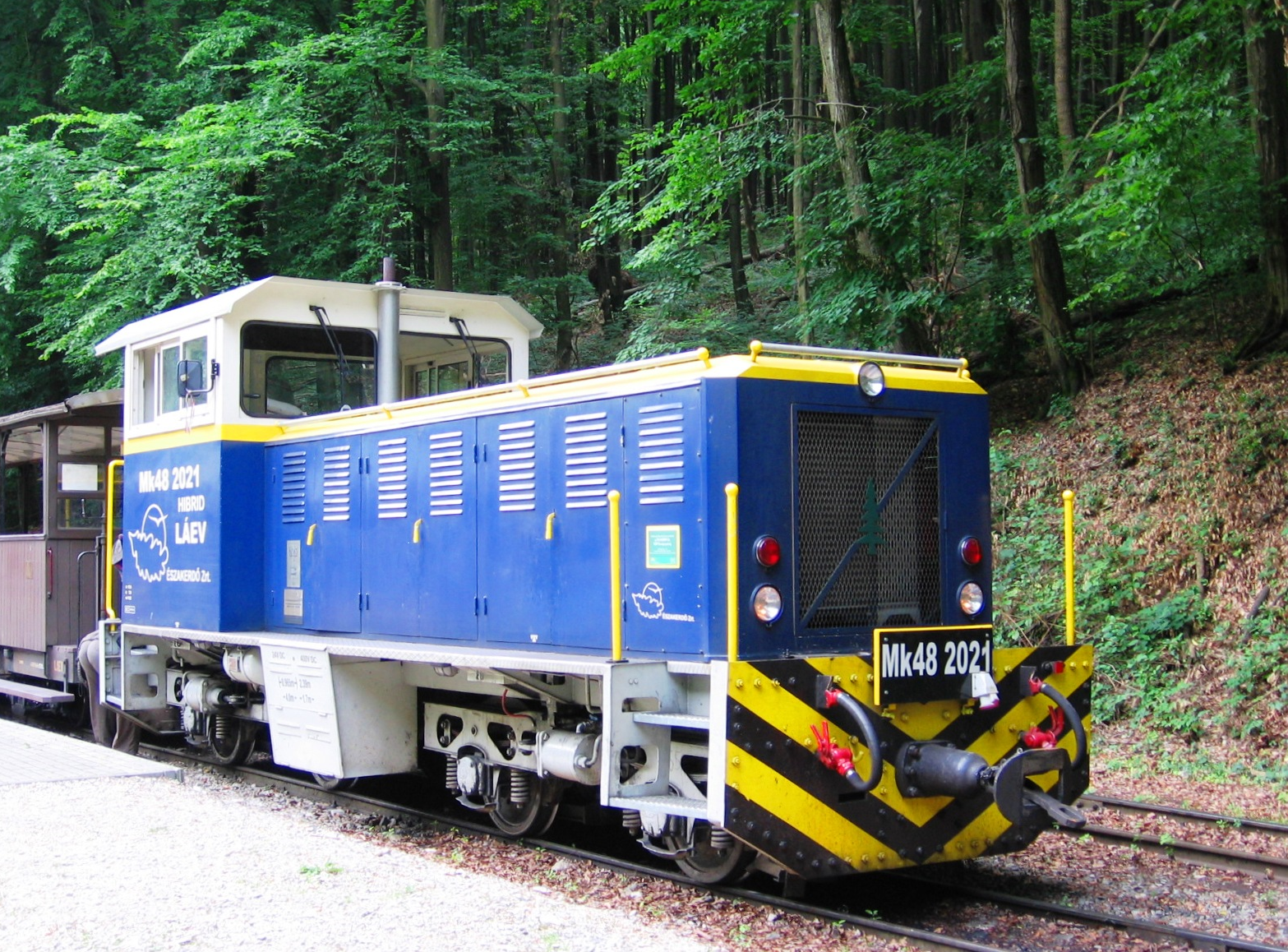
Die 2010 beschaffte dieselelektrische Hybridlok in der Endstation Garadna

Die einzige verbliebene Zweigstrecke hatte aber schon mit erheblichen Schwierigkeiten zu kämpfen. Auf der nicht für Tourismus vorgesehenen Strecke gab es nur über kürzere Zeitspannen planmäßigen Fahrgastbetrieb, der im Laufe der Zeit mehrmals eingestellt und wieder aufgenommen wurde, bis 1993 wegen des schlechten Zustandes der Gleise die Strecke zwangsweise stillgelegt werden musste. Die Restaurierungsarbeiten konnten erst 2008 auf dem ersten Streckenabschnitt bis Csanyik-Erdei iskola abgeschlossen werden, die weitere Strecke bis Mahóca blieb bis 2014 unpassierbar. Da am westlichen Ende der Zweigstrecke aber auch der Diebstahl von Schienen ein Problem darstellte, wurden die Gleise zwischen Mahóca und Taksalápa 2001 durch den Betreiber selbst abgebaut. Das Reststück bis Farkasgödör-Örvénykő wurde 2006 ebenfalls endgültig von der Északerdő Zrt. abgebaut.
Das verbliebene Netz wurde jedoch instand gehalten. Im Jahr 2003 wurde die Endstation Miskolc-Dorottya utca modernisiert, der Fuhrpark wurde bis 2006 mit Druckluftbremsen ausgestattet. Mit Unterstützung der Europäischen Union wurden 2010 die Bahnhöfe Lillafüred und Garadna ebenfalls modernisiert und eine dieselelektrische Hybrid-Lokomotive beschafft, welche die erste ihrer Art in Ungarn ist. Die nur als touristische Attraktion dienende Waldeisenbahn hat jährlich etwa 200.000 Fahrgäste und ist damit die zweitbeliebteste Schmalspurbahn des Landes geworden. 2017 wurde bekannt gegeben, dass der Waldeisenbahn staatliche Unterstützung für eine umfassende Fahrzeug- und Streckenrekonstruktion zusteht.

### Streckeneröffnungen und Stilllegungen im Überblick
Der Name der eröffneten Strecke ist grün, der stillgelegten rot dargestellt.

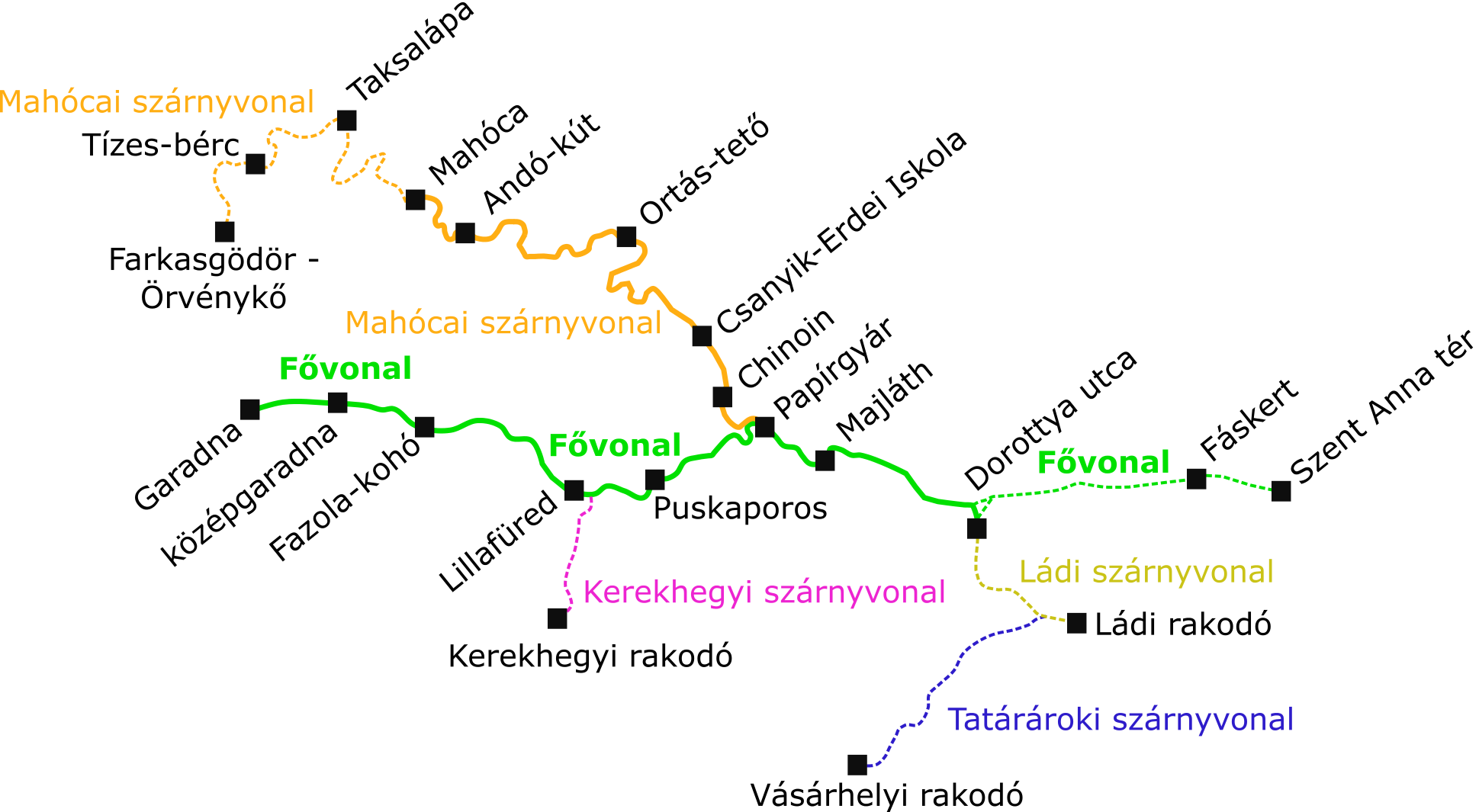
Ursprüngliches Gesamtnetz der LÁEV

| Jahr | Linie                    | Betroffene Streckenabschnitt                               |
| ---- | ------------------------ | ---------------------------------------------------------- |
| 1920 | Hauptstrecke             | Fáskert – Dorottya utca – Papírgyár – Lillafüred – Garadna |
| 1921 | Zweigstrecke „Ládi“      | Dorottya utca – Ládi rakodó                                |
| 1921 | Zweigstrecke „Tatárárok“ | Ládi rakodó – Vásárhelyi rakodó                            |
| 1922 | Zweigstrecke „Mahóca“    | Papírgyár – Mahóca                                         |
| 1922 | Zweigstrecke „Kerekhegy“ | Lillafüred – Kerekhegyi rakodó                             |
| 1927 | Hauptstrecke             | Fáskert – Szent Anna tér                                   |
| 1934 | Zweigstrecke „Tatárárok“ | Ládi rakodó – Vásárhelyi rakodó                            |
| 1940 | Zweigstrecke „Mahóca“    | Mahóca – Taksalápa                                         |
| 1947 | Zweigstrecke „Mahóca“    | Taksalápa – Farkasgödör-Örvénykő                           |
| 1973 | Hauptstrecke             | Fáskert – Szent Anna tér                                   |
| 1978 | Hauptstrecke             | Dorottya utca – Fáskert                                    |
| 1990 | Zweigstrecke „Kerekhegy“ | Lillafüred – Kerekhegyi rakodó                             |
| 1994 | Zweigstrecke „Ládi“      | Dorottya utca – Ládi rakodó                                |
| 2001 | Zweigstrecke „Mahóca“    | Mahóca – Taksalápa                                         |
| 2006 | Zweigstrecke „Mahóca“    | Taksalápa – Farkasgödör-Örvénykő                           |

## Fuhrpark

### Triebfahrzeuge
| Bild                          | Typ                      | Anzahl (ursprünglich)    | Anzahl (derzeit)         | Betriebsnummer                  | Baujahr                  | in Betrieb               | Anmerkung                                                                               |
| Betriebsfähige Fahrzeuge      | Betriebsfähige Fahrzeuge | Betriebsfähige Fahrzeuge | Betriebsfähige Fahrzeuge | Betriebsfähige Fahrzeuge        | Betriebsfähige Fahrzeuge | Betriebsfähige Fahrzeuge | Betriebsfähige Fahrzeuge                                                                |
| ----------------------------- | ------------------------ | ------------------------ | ------------------------ | ------------------------------- | ------------------------ | ------------------------ | --------------------------------------------------------------------------------------- |
|                               | Mk48                     | 9                        | 4                        | D02-501 D02-506 D02-508 D02-510 | 1960–1961                | seit 1961                |                                                                                         |
|                               | Mk48 Hybrid              | 1                        | 1                        | Mk48 2021                       | 2010                     | seit 2010                | erste Hybridlok in Ungarn                                                               |
|                               | C–50                     | 7                        | 2                        | C02-407 C02-408                 | 1956, 1964               | seit 1964                |                                                                                         |
|                               | B–26                     | 1                        | 1                        | C02-203                         | 1952                     | seit 2006                | letztes erhaltenes Exemplar dieser Reihe                                                |
| Ehemalige Fahrzeuge (Auswahl) |                          |                          |                          |                                 |                          |                          |                                                                                         |
|                               | Kv-4                     | 1 (ausgestellt)          | 1 (ausgestellt)          | 447,401                         | 1954                     | 1954-1972 2000- 2008     | Name: Lilla                                                                             |
|                               | ABamot                   | 2                        | 0                        | ABamot-1 ABamot-2               | 1929                     | 1929 – 1949 1951-1982    | ein Triebwagen verkehrt bei der Kindereisenbahn Budapest, der andere wurde verschrottet |

### Personenwagen
| Bild                     | Bezeichnung              | Anzahl (ursprünglich)    | Anzahl (derzeit)         | Betriebsnummer                        | Baujahr                     | in Betrieb                  | Anmerkung                                                                       |
| Betriebsfähige Fahrzeuge | Betriebsfähige Fahrzeuge | Betriebsfähige Fahrzeuge | Betriebsfähige Fahrzeuge | Betriebsfähige Fahrzeuge              | Betriebsfähige Fahrzeuge    | Betriebsfähige Fahrzeuge    | Betriebsfähige Fahrzeuge                                                        |
| ------------------------ | ------------------------ | ------------------------ | ------------------------ | ------------------------------------- | --------------------------- | --------------------------- | ------------------------------------------------------------------------------- |
|                          | Diamond                  | 4                        | 4                        | 351, 352, 353, 354                    | 1928                        | Seit 1928                   | Sommerwagen mit je 32 Sitzplätzen                                               |
|                          | Kis MÁV                  | 4                        | 4                        | 301, 302, 303, 304                    | 1928                        | Seit 1928                   | Sommerwagen mit je 32 Sitzplätzen                                               |
|                          | Nagy MÁV                 | 4                        | 4                        | 305, 306, 307, 308                    | 1979                        | Seit 1979                   | Sommerwagen mit je 44 Sitzplätzen                                               |
|                          | Bax                      | 4                        | 4                        | 11, 12, 14, 15                        | 1959                        | Seit 1991                   | geschlossene Wagen mit je 50 Sitzplätzen können nur auf der Hauptstrecke fahren |
|                          | Nr. 31                   | 1                        | 1                        | 31                                    | 1930er Jahre                | 1930er Jahre                | geschlossener Wagen mit 32 Sitzplätzen                                          |
|                          | Nr. 32.                  | 1                        | 1                        | 32                                    | 1960er Jahre Umgebaut: 2007 | 1960er Jahre Umgebaut: 2007 | geschlossener Wagen mit 20 Sitzplätzen                                          |
|                          | Nr. 33 und Nr. 34        | 2                        | 2                        | 33, 34                                | 2002                        | 2002                        | geschlossene Wagen mit je 24 Sitzplätzen                                        |
| Ehemalige Fahrzeuge      |                          |                          |                          |                                       |                             |                             |                                                                                 |
|                          | Beiwagen des ABamot      | 5                        | 0                        | Aax 11, Aax 12 Bax 21, Bax 22 BDax 41 | 1929                        | 1929–1990                   | alle verkehren bei der Kindereisenbahn Budapest                                 |

### Fahrzeug der Wiener Straßenbahnen

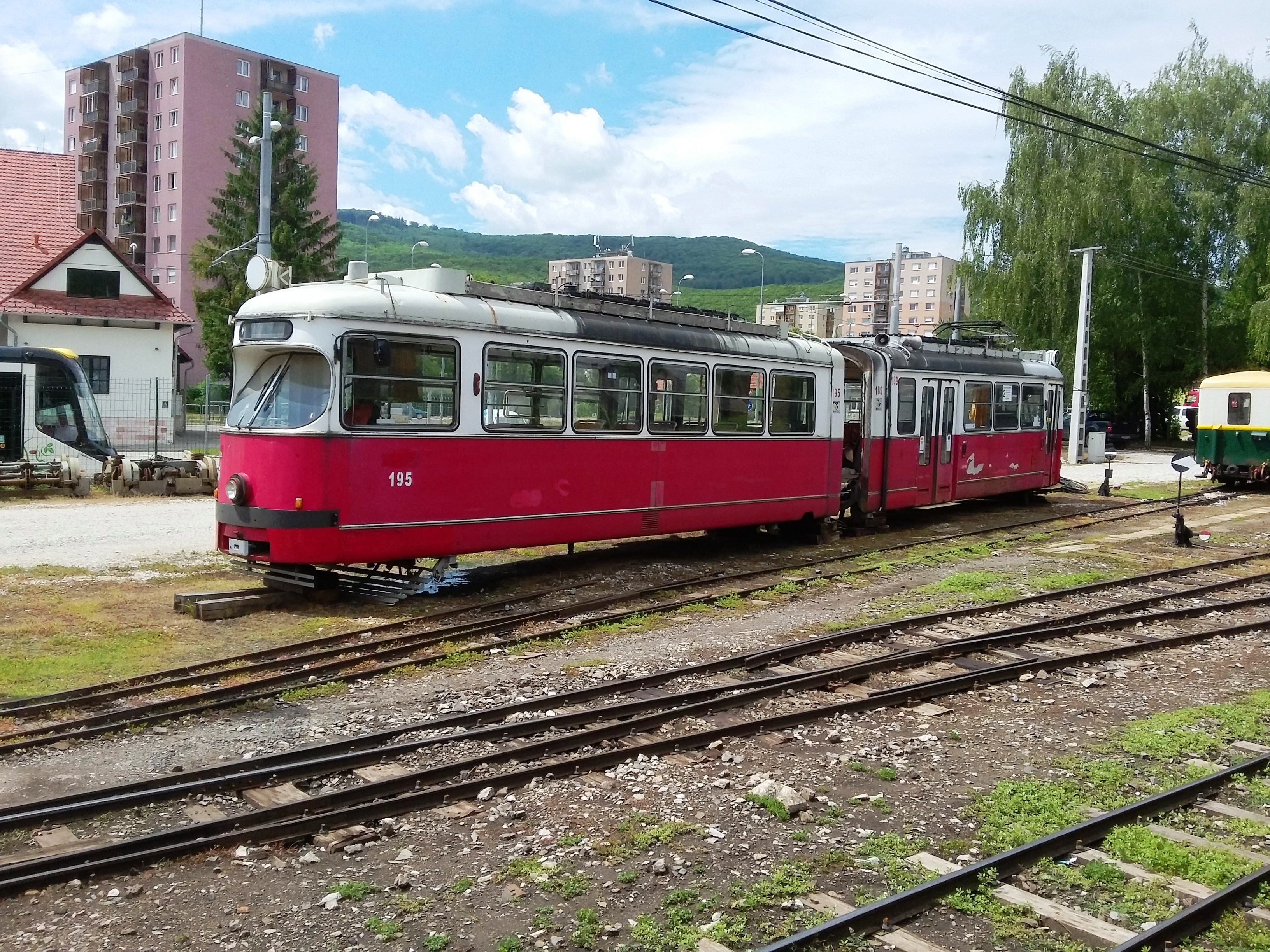
Die beiden im Umbau befindlichen Straßenbahnen (2016)

Nach 2002 wurden 18 ehemalige Wiener Straßenbahnen der Type E1 bei der Straßenbahn Miskolc in Dienst gestellt und bis 2015 eingesetzt. Nach deren Ausmusterung erwarb die Waldeisenbahn zwei der Fahrzeuge, die 2016 zum Betriebsbahnhof der LÁEV transportiert wurden. Die zwei Straßenbahnen trugen in Wien die Wagennummern 4652 und 4690, in Miskolc waren sie als 189 und 195 unterwegs. Da der Bahnbetrieb Zweirichtungsfahrzeuge mit Türen auf beiden Seiten erfordert, werden die zwei „A“- und davon getrennt die zwei „B“-Wagen der beiden Straßenbahnen zusammengebaut.

## Sehenswürdigkeiten
- Wasserfall in Lillafüred
- Anna-Höhle in Lillafüred

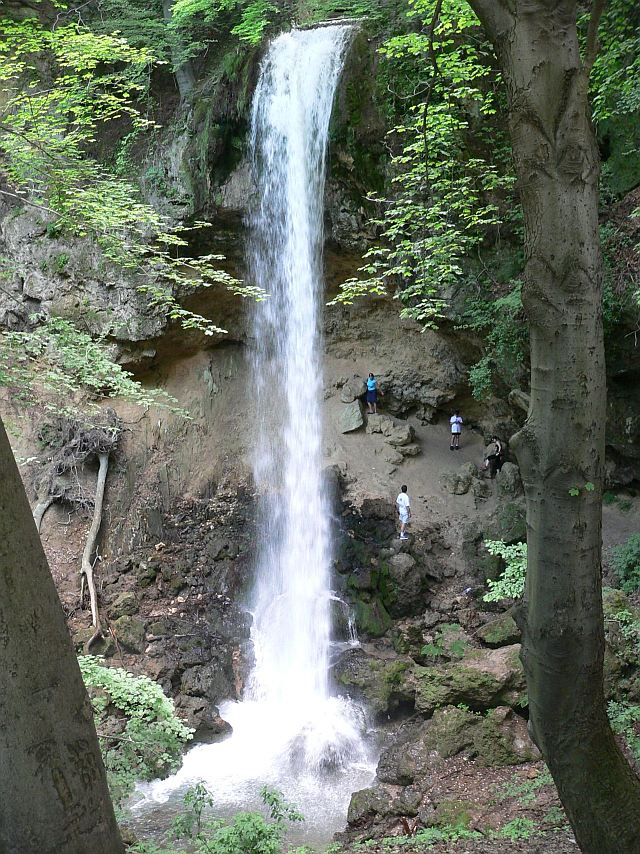
Wasserfall in Lillafüred

- Szent-István-Tropfsteinhöhle in Lillafüred
- Ökozentrum in Lillafüred
- Hängegarten in Lillafüred
- Palasthotel in Lillafüred
- Szeleta-Höhle
- Hámori-See
- alter Schmelzofen in Újmassa
- Museum für Hüttenwesen
- Gedenkhaus von Ottó Herman
- Museum der Papierfabrik
- Seilbahn in Lillafüred
- Andó-kút-Brunnen
- Burg Diósgyőr

## Filme
- Eisenbahn-Romantik, Folge 1065 „Mit dem Zug in die Puszta“, Erstausstrahlung 9. Februar 2024 im Südwestrundfunk[10]